# 內灣老街

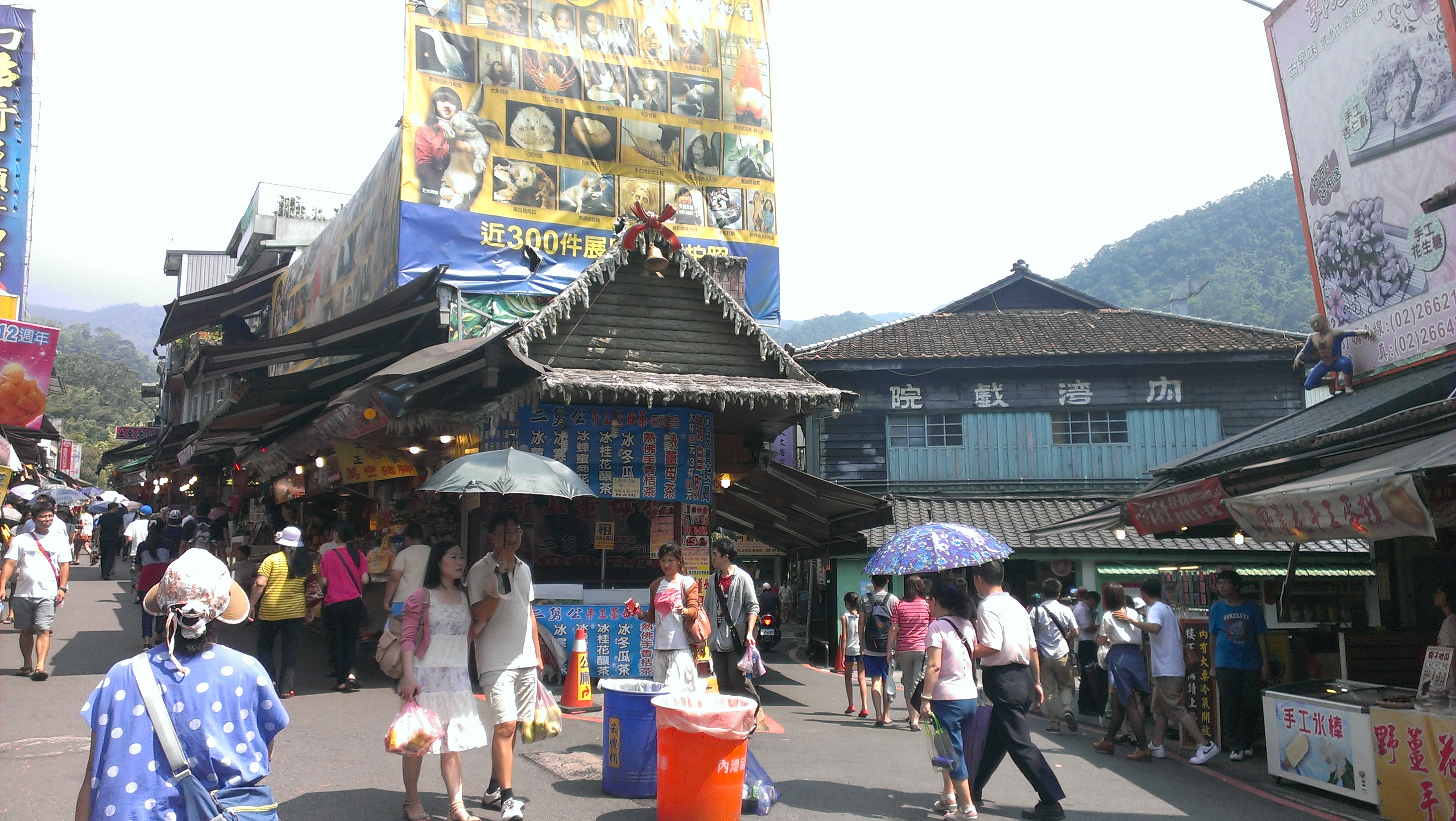
位於內灣老街的內灣戲院

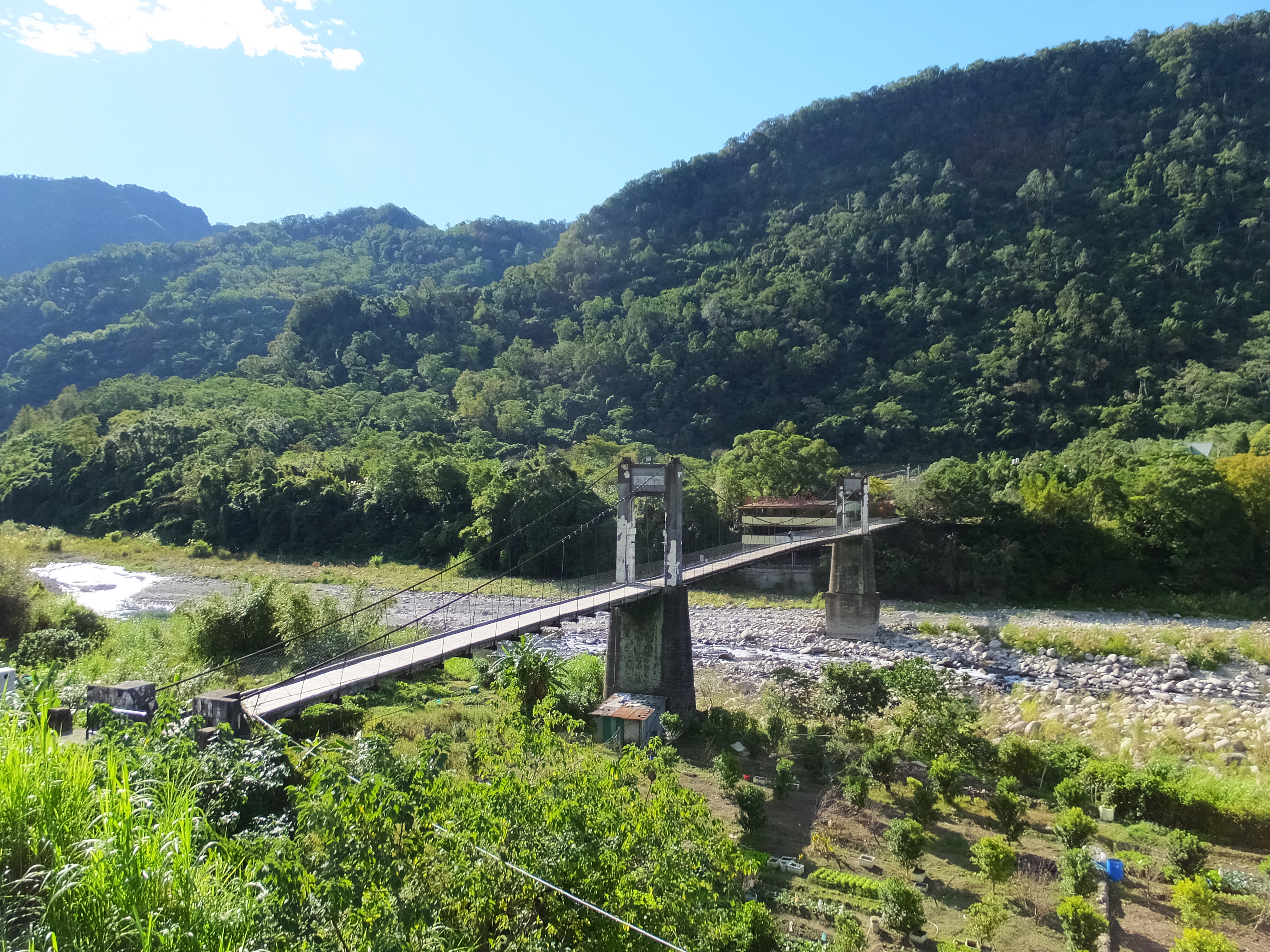
內灣吊橋

內灣老街位於台灣新竹縣橫山鄉內灣村，當地居民以客家族群為主，近年來以懷舊的老街情懷包含了內灣車站、內灣戲院以及內灣吊橋等等成為新竹的觀光旅遊景點。
昔日內灣老街是進出盛產林木及礦產的尖石山區的最主要道路，也因如此於50年代曾為內灣帶來許多的人潮，以中正路的街道為主向外發展至光復路、大同路、和平街、中山街及廣濟路等都曾是絡繹不絕的人潮，然而隨著林業及礦業的產業沒落，內灣的盛況也由嘈雜歸於平靜。
內灣老街上的傳統街屋是當地獨特的景觀，房屋多以紅磚砌柱及地基後，再加以木板材料作為屋身、門窗及屋頂，再以合板瓦或日式文化瓦覆蓋於屋頂。

## 歷史沿革
日治時期內灣老街當年盛產木材、礦業， 當地居民大都以伐木為主，  在假日時期能為了伐木工、礦工及其居民能有休閒場所 ，日本人在內灣老街蓋了內灣戲院， 之後被台灣商人買下當餐廳使用。
而戲院外觀至今仍保留了日式建築樣式。

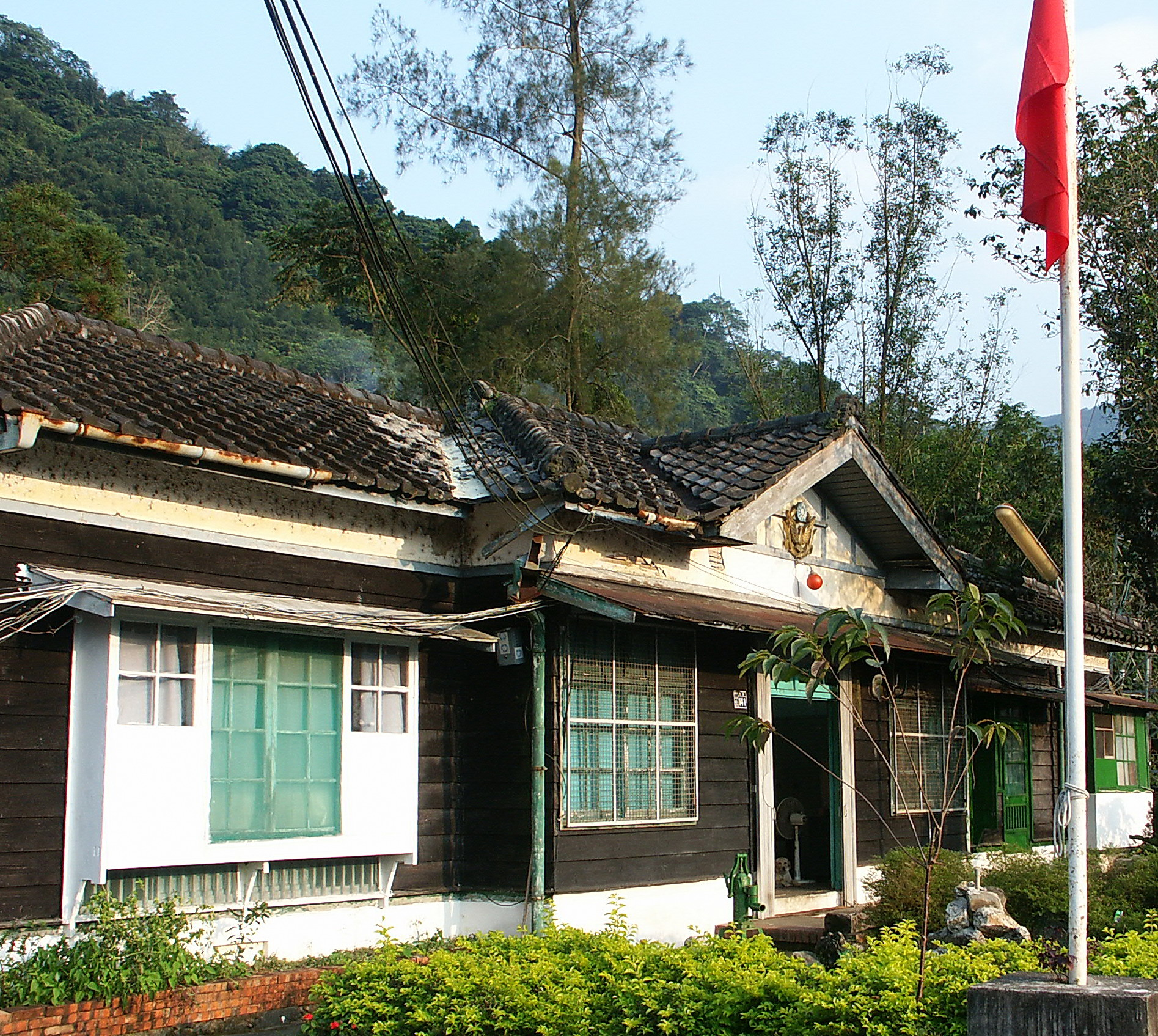
內灣派出所

在內灣老街裡還有個保留日式建築樣式的警察局，它是全台唯一警車開不進去的警察局 ，當年日本人把警局蓋在山上(內灣車站後方)，制高點為的就是能有效的管理內灣老街冶安。

## 觀光
50年代為內灣興盛時期， 但隨著隨著林業及礦業的產業沒落，內灣的盛況也由嘈雜歸於平靜， 直到後期台灣漫畫家劉興欽以內灣為背景，畫了阿三哥大嬸婆系列作品， 並搭上內灣線支線鐵路旅遊熱潮。
在1999年期間，內灣商圈發展協會的總幹事彭瑞雲考量到當地的礦業已蕭條沒落，為讓內灣能轉型呈現為另一風貌，便請求與當地有地緣關係的劉興欽能將他筆下的漫畫人物作為當地觀光題材的主題，才又慢慢的發展起觀光人潮。
在警察局前的百年桂花樹也是目前景點之一，很少有桂花樹生長百年。

## 客家族群
內灣老街有眾多客家族群，是因為當年客家人來台開墾時期 ，在平地遇到當地平埔族群，而退往山區，
之後又因原住民族群爭地，再度往山上河邊區退居才有現今的老街。

## 外部連結
- 旅遊導覽 - 新竹縣 - 橫山鄉 - 內灣老街 （页面存档备份，存于）